# MBC (Dél-Korea)
Az MBC (hangul: 문화방송주식회사, Munhva Pangszong Csusikhösza) dél-koreai műsorszolgáltató, amelyet 1961-ben alapítottak. Egy földi csatornával, négy kábelcsatornával, négy műholdas csatornával és öt DMB-csatornával rendelkezik. A televíziónak saját kültéri stúdiója is van, az MBC Dramia, ahol kosztümös televíziós sorozatokat forgatnak.